# Venona-Papiere
Venona-Papiere (auch Venona-Dokumente) ist der Deckname der US-amerikanischen Militärnachrichtendienste Signals Intelligence Service (SIS), National Security Agency (NSA) und Counter Intelligence Corps (CIC) sowie der Bundespolizei FBI für Unterlagen über den aufgezeichneten Funkverkehr des sowjetischen Konsulats in New York aus den Jahren 1940 bis 1945, sowie der Ende 1945 dort entwendeten Dokumente zur Verschlüsselung und Codierung dieser Nachrichten. 1946 wurde der Name Venona durch den SIS-Leiter William Friedman als Projektname bestimmt, bekannt seit 1995 als VENONA-Projekt, in welchem diese und weitergehende verschlüsselte Informationen aus den vergangenen Jahren etwa 34 Jahre lang decodiert, dechiffriert, gelesen und aufgearbeitet wurden.

## Hintergründe
In den Besitz dieser Unterlagen gelangte das FBI durch einen Einbruch in das sowjetische Konsulat in New York, nachdem Aussagen der Überläuferin und ehemaligen Agentin Elizabeth Bentley sie auf deren Spur brachte. Weiterhin handelte es sich um Aufzeichnungen von bereits vorher getätigten Abhörmaßnahmen und Fotokopien von Kuriersendungen des Konsulats, die bei diesem Einbruch angefertigt wurden. Aufgrund des Fehlers eines sowjetischen Chiffrierers 1944 in Moskau und den Fund eines Codebuches in Finnland war man schließlich in der Lage, einen Teil des sowjetischen Verschlüsselungsverfahrens zu brechen. Hierdurch erlangte man Informationen über Maulwürfe in den USA. Außerdem war man dadurch auch in der Lage, durch das britische Government Communications Headquarters (GCHQ) aufgefangene sowjetische Radio- und Funksprüche aus den Jahren 1934 bis 1938 zu entschlüsseln. Diese beinhalteten auch Informationen über die Kommunistische Partei der USA (CPUSA) und die Kommunistische Internationale, die auch innerhalb der Operation-ISCOT in der Zeit von 1943 bis 1945 aufgezeichnet wurden. Hinzu kamen weitere Dechiffriercodes, die der sowjetische Überläufer Igor Gusenko bei seiner Flucht am 5. September 1945 mitbrachte. Gusenko war Leiter einer Chiffrier-Abteilung des MWD. Auf der Grundlage dieser Akten wurden zehn Spione in Kanada und den USA enttarnt und verurteilt. Darunter u. a. Allen Nunn May, Klaus Fuchs, Harry Gold und David Greenglass.
Weiterhin war man mit Hilfe dieser Dokumente und der Codes erstmals in der Lage zu erkennen, dass es innerhalb der amerikanischen Atomforschung schwere Sicherheitslücken gab und detaillierte Forschungsergebnisse in die Sowjetunion gelangten. Das Manhattan-Projekt der USA hatte beispielsweise den Codenamen „enormoz“.

## Aufarbeitung der Unterlagen
Zur Aufarbeitung dieser brisanten Unterlagen gründete die Signal Security Agency (SSA) der U.S. Army als Vorläuferorganisation der NSA am 1. Februar 1943 das VENONA-Projekt, in welches sie ab 1948 auch die britischen Nachrichtendienste MI5 und MI6 einband. Ab 1947 leitete und koordinierte General Carter W. Clarke von der NSA (dem späteren Stellvertreter des CIA-Chefs Allen Welsh Dulles) die Kooperationsgemeinschaft und bezog auch offene und bislang ungeklärte Spionagefälle der Vorjahre in die Ermittlungen ein. Seine Nachfolger waren später Frank B. Rowlett und Oliver Kirby Hall. Ab Ende 1952 beteiligte sich auch die CIA am Venona-Projekt.

## Folgen
Die vollständige Aufarbeitung dieser Papiere dauerte etwa zehn Jahre und wurde zur Grundlage für fast alle Enttarnungen sowjetischer Agenten in den 1950er Jahren.
Im Laufe der Aufarbeitungen, die inklusive der Auswertungen etwa bis 1980 andauerte, wurden u. a. folgende Personen als sowjetische Agenten enttarnt:
- Klaus Fuchs
- Julius Rosenberg
- Morton Sobell
- Harry Gold
- Alice Barrows, Mitarbeiter der amerikanischen Regierung
- Earl Browder
- Martha Dodd
- Edward Fitzgerald, Berater des Senators Claude Pepper, Mitglied der Perlo-Gruppe, ihm wurde 1954 als Kronzeuge Immunität angeboten, was er ablehnte und ins Gefängnis ging[6]
- David Greenglass, Bruder von Ethel Rosenberg
- Ruth Greenglass, Ehefrau von David Greenglass
- Alger Hiss, Direktor des Amtes für besondere politische Angelegenheiten im United States Department of State
- Joseph Katz
- Harry Dexter White
- Theodore Alvin Hall, erst 1995 endgültig überführt

Trotz der detaillierten Informationen in diesen Papieren war J. Edgar Hoover jedoch nicht bereit, die Dokumente als Beweismittel dem Gericht zur Verfügung zu stellen. Auch veranlasste er, dass sowohl die Vernehmungsprotokolle wie auch die Anhörungen beim FBI unter Verschluss gehalten wurden. Deren Inhalte wurden erst ca. 40 Jahre später in Teilen durch das National Archive veröffentlicht.

## Vorläuferaktionen
Venona war auch der letzte innerhalb der Operationen von der National Security Agency genutzte Deckname für die geheimen Aktionen zur Aufdeckung des Funkverkehrs sowjetischer Agenten während des Zweiten Weltkrieges. Weitere Bezeichnungen für diesbezügliche und mit gleichem Ziel verlaufende Aktionen der NSA waren „Jade“ (1941), „Bride“ (1941 bis 1942) und „Drug“ (1942 bis 1945). Wichtige Mitarbeiter in diesen Operationen waren führende NSA-Kryptologen in Arlington Hall (dem damaligen Sitz der U.S. Army Signal Security Agency im US-Bundesstaat Virginia), u. a. Richard Hallock und Cecil Phillips. Ab 1946 analysierte und übersetzte auch der Kryptoanalytiker Meredith Gardner die Unterlagen.

## Freigabe der Akten
Der erste Teil der Unterlagen zu den Venona-Papieren wurde im Juli 1995 freigegeben und beinhaltete Informationen zu den Bemühungen der Sowjetunion, Informationen über die Atombomben-Entwicklung der USA und insbesondere zum Manhattan-Projekt zu erhalten. Es gibt dazu noch fünf weitere Teile (Release), welche inzwischen mit ihren etwa 3000 Dokumenten der Öffentlichkeit zugänglich gemacht wurden.
- Release 1 – enthält Material aus der ersten Freigabe von Dokumenten (Freigabe 11. Juli 1995)
- Release 2 – enthält Material aus Nachrichten gesendet von 1942 bis 1945 zwischen den GRU-Residenzen (Büros) in New York bzw. Washington und Moskau Center (GRU-Zentrale) (Freigabe 26. Oktober 1995)
- Release 3 – enthält Material wie Release 2 (Freigabe März 1996)
- Release 4 – enthält Material über rund 850 Übersetzungen zu Nachrichten des KGB in San Francisco und Mexiko-Stadt sowie des GRU in New York beinhaltet und Washington in der Zeit 1943–46 (Freigabe 17. Juli 1996)
- Release 5 – enthält Material aus der fünften Freigabe von Dokumenten (Oktober 1996)
- Release 6 – enthält Material von der endgültigen Freigabe von Dokumenten (September 1997)[8][9]

Einer der langjährigen Mitarbeiter am VENONA-Projekt, der amerikanische Geheimdienstexperte John Earle Haynes stellte auf der International Spy Conference 2005 in Raleigh (USA) die neuesten Ergebnisse der Puzzlearbeit und Auswertungen an diesen Dokumenten vor, und beschrieb dabei, dass selbst die bekannten Informationen zu den sogenannten Cambridge Five eine völlig neue Interpretation zulassen.

## Sowjetische Decknamen
Bei der Entschlüsselung der Depeschen wurde auch bekannt, welche Decknamen der NKWD für Länder, Institutionen und Personen gebrauchte. Die Verantwortlichen hatten „Sinn für Humor“, wie die Auswerter befanden.
So war Deutschland „Kolbasnaya“ (Wurstland), Großbritannien wahlweise „Ostrov“ (Insel) oder „Kolonia“ (Kolonie), Mexiko galt als „Derevnya“ (Dorf). Für das FBI wurde der Begriff „Chata“ (Hütte) gebraucht, für den US-Geheimdienst OSS „Izba“ (Holzhaus); den MGB, die sowjetische Auslandsspionage, sah man beim NKWD als „Sosedi“ (Nachbarn), den Militärgeheimdienst GRU als „Dalniye sosedi“ (entfernte Nachbarn).
Die Hauptstadt Washington D.C. wurde hinter dem Namen „Karfagen“ (Karthago) versteckt, San Francisco war „Vavilon“ (Babylon). Der US-Präsident Franklin D. Roosevelt war der „Kapitan“, sein Vize und Nachfolger Harry S. Truman dagegen nur ein „Matros“ (Matrose). Für den britischen Premier Winston Churchill erdachte die Lubjanka in Moskau die Bezeichnung „Kaban“ (Eber). Zionisten wurden in den NKWD-Papieren als „Krysy“ (Ratten) umschrieben.

## Einzelbelege
1. 1 2  Helmut Roewer, Stefan Schäfer, Matthias Uhl: Lexikon der Geheimdienste im 20. Jahrhundert; Herbig, München (2003), ISBN 3-7766-2317-9, S. 476 ff.
2. ↑  Chronologie der Spionage im Kalten Krieg in 3sat.online
3. ↑  nsa.gov (Memento vom 30. April 2004 im Internet Archive)
4. ↑  Robert Louis Benson, Michael Warner: Venona. Soviet espionage and the American response 1939–1957, Verlag Laguna Hills CA Aegean Park Press, 1996, ISBN 978-0-89412-265-1.
5. ↑  Haynes, John Earl & Klehr, Harvey: Venona: Decoding Soviet Espionage in America. Yale University Press 2000, ISBN 0-300-08462-5, ff. S. 117, 118, 119, 121, 128, 163.
6. ↑  Freigabe der Venona-Unterlagen (Memento vom 11. März 2004 im Internet Archive)
7. ↑  Freigaben der Teile (Memento vom 27. Oktober 2004 im Internet Archive)
8. ↑  The KGB in San Francisco and Mexico City and the GRU in New York and Washington. Archiviert vom Original am 6. Oktober 2008; abgerufen am 24. August 2020.
[ Freigabeumfang der Venona-Papiere]
9. ↑  „Venona“-Geheimdokumente in Spiegel Online
10. ↑  Donal O’Sullivan: Das amerikanische Venona-Projekt. Die Enttarnung der sowjetischen Auslandsspionage in den vierziger Jahren. In: Vierteljahrshefte für Zeitgeschichte, 4.2000, S. 609.
11. ↑  Donal O’Sullivan: Das amerikanische Venona-Projekt. Die Enttarnung der sowjetischen Auslandsspionage in den vierziger Jahren. In: Vierteljahrshefte für Zeitgeschichte, 4.2000, S. 609–612.